# インド・ウラン公社
インド・ウラン公社（インド・ウランこうしゃ、英語: Uranium Corporation of India ； UCIL）は、インドの国営企業のひとつ。

## 概説
原子力省en:Department of Atomic Energy (India)の原子力鉱物部が全額出資し、ウランやトリウムの掘削と精練を担っている。
1960年代から、本社を構えるジャールカンド州ジャドゥゴダ近郊でウラン鉱床の開発を始め、現在Jadugoda、Bhatin、Narwapaharなどの鉱山で採掘をしている。これらはインド唯一のウラン鉱山であり、付設の精錬工場とともに、同国の原子力発電を支え、核兵器開発の基礎を与えてきた。
同州スィンブームen:Singhbhumに1986年運転開始のウラン鉱石処理施設をもち、銅の副産物としてイエローケーキを生産している。
2012年、カルナータカ州内のウラン鉱採掘と加工工場の設置について、同州政府との間で覚書を締結した。